# ガダーレフ
ガダーレフ(アラビア語：القضارف/Al Qaḍārif)はスーダンのカッサラ地方のガダーレフ州の州都。
首都ハルツームから410km離れており、首都とエチオピア国境のガラバトを結ぶ道路が通る。
2012年の人口は約36.4万人。
三方を山脈に囲まれる。
スーダン中部の民族混在都市の典型である。
近年大学が開校した。
ロシア人が建てたモロコシ属の倉庫が特徴的である。
胡麻の競売が行われている。

## 語源
アラビア語で「売買の終わった者は去るべきである」を表す「アリ・カダ・イェ・リフ」が省略されて「ガダーレフ」になった。

## 歴史
遊牧民や周辺の小作人がモロコシ属や胡麻、ピーナッツを取引する市場が有った。
南のブタナの族長のシュクリヤがガダーレフを統治した。
1772年、スコットランド人探検家のジェームズ・ブルース(1730年～1794年)がガダーレフを訪れた。
彼は、「シャイフ(長老)のフィデレはセンナール王国(1504年～1821年)の家臣だった」と伝えた。
1862年11月、イギリス人探検家のサミュエル・ベーカー(1821年～1893年)がガダーレフを訪れた。
彼は著書の「アビシニアのナイルの支流」で、「ハルツームとカッサラを結ぶ貿易路に位置する」と伝えた。
1884年、マフディー戦争の中で、ムハンマド・アフマド(1844年～1885年)の軍がガダーレフを占領した。
彼はガダーレフを拠点に周辺地域やエチオピアを侵略した。
1898年9月、チャールズ・パースンス(1855年～1923年)中佐率いるイギリス軍大隊はカッサラからガダーレフに進軍した。
そこでマフディー教徒のサード・アッラー率いる3500人のダルヴィーシュ(修道僧)軍と、アトバラ川とガダーレフ市街地で衝突した。
激しい戦闘の末にイギリスが勝利した。

町にはマフディー教徒のヌル・アンガラ率いる200人の守備隊が置かれた。
敗れたダルヴィーシュは市街地西部に撤退した。
彼らの殆どはスーダン西部のダルフールやコルドファン出身だった。
彼らはガダーレフで家族と生きる為に、イギリスの支配下で暮らすしか無かった。

1931年～1945年、ガウェイン・ベル(1909年～1995年)はガダーレフの副検査官を務めた。
彼は著書の「砂の上の影」で、「木や葦、草で出来た小屋はこの町をアラブではなくアフリカのように見せる。人口は1.5万人を超え、アラブやナイジェリア、エリトリア、エチオピア帝国からの人が混ざっている。」と述べた。

第二次世界大戦中、ガダーレフは小麦粉や菜種を東アフリカ戦線に供給したので、英埃領スーダン(1899年～1956年)にとってとても重要だった。
1968年、機械化農業会社が設立した。

## 気候
夏は暑く雨が多い。
雨季は4ヶ月続き、年間平均降水量は700～900mmである。
雨季の秋には一面が緑の牧草とアカシアに覆われる。
| ガダーレフ(1961年～1990年)の気候 | ガダーレフ(1961年～1990年)の気候 | ガダーレフ(1961年～1990年)の気候 | ガダーレフ(1961年～1990年)の気候 | ガダーレフ(1961年～1990年)の気候 | ガダーレフ(1961年～1990年)の気候 | ガダーレフ(1961年～1990年)の気候 | ガダーレフ(1961年～1990年)の気候 | ガダーレフ(1961年～1990年)の気候 | ガダーレフ(1961年～1990年)の気候 | ガダーレフ(1961年～1990年)の気候 | ガダーレフ(1961年～1990年)の気候 | ガダーレフ(1961年～1990年)の気候 | ガダーレフ(1961年～1990年)の気候 |
| 月                               | 1月                              | 2月                              | 3月                              | 4月                              | 5月                              | 6月                              | 7月                              | 8月                              | 9月                              | 10月                             | 11月                             | 12月                             | 年                               |
| -------------------------------- | -------------------------------- | -------------------------------- | -------------------------------- | -------------------------------- | -------------------------------- | -------------------------------- | -------------------------------- | -------------------------------- | -------------------------------- | -------------------------------- | -------------------------------- | -------------------------------- | -------------------------------- |
| 最高気温記録 °C （°F）           | 40.5 (104.9)                     | 42.5 (108.5)                     | 44.6 (112.3)                     | 45.0 (113)                       | 45.4 (113.7)                     | 43.8 (110.8)                     | 40.8 (105.4)                     | 39.9 (103.8)                     | 39.0 (102.2)                     | 40.7 (105.3)                     | 41.5 (106.7)                     | 40.7 (105.3)                     | 45.4 (113.7)                     |
| 平均最高気温 °C （°F）           | 34.7 (94.5)                      | 36.4 (97.5)                      | 39.2 (102.6)                     | 41.0 (105.8)                     | 40.6 (105.1)                     | 37.5 (99.5)                      | 33.4 (92.1)                      | 32.2 (90)                        | 34.1 (93.4)                      | 36.8 (98.2)                      | 37.1 (98.8)                      | 35.2 (95.4)                      | 36.5 (97.7)                      |
| 日平均気温 °C （°F）             | 25.9 (78.6)                      | 27.5 (81.5)                      | 30.3 (86.5)                      | 32.3 (90.1)                      | 32.7 (90.9)                      | 30.1 (86.2)                      | 27.1 (80.8)                      | 26.3 (79.3)                      | 27.4 (81.3)                      | 29.3 (84.7)                      | 28.9 (84)                        | 26.6 (79.9)                      | 28.7 (83.7)                      |
| 平均最低気温 °C （°F）           | 17.2 (63)                        | 18.3 (64.9)                      | 21.6 (70.9)                      | 23.8 (74.8)                      | 25.2 (77.4)                      | 23.4 (74.1)                      | 21.6 (70.9)                      | 21.2 (70.2)                      | 21.4 (70.5)                      | 22.1 (71.8)                      | 21.0 (69.8)                      | 18.1 (64.6)                      | 21.2 (70.2)                      |
| 最低気温記録 °C （°F）           | 9.6 (49.3)                       | 7.6 (45.7)                       | 12.2 (54)                        | 13.2 (55.8)                      | 18.0 (64.4)                      | 17.7 (63.9)                      | 17.0 (62.6)                      | 17.0 (62.6)                      | 16.7 (62.1)                      | 17.0 (62.6)                      | 14.0 (57.2)                      | 8.9 (48)                         | 7.6 (45.7)                       |
| 降水量 mm （inch）               | 0.0 (0)                          | 0.0 (0)                          | 0.5 (0.02)                       | 3.4 (0.134)                      | 21.2 (0.835)                     | 90.9 (3.579)                     | 183.4 (7.22)                     | 184.4 (7.26)                     | 85.5 (3.366)                     | 31.4 (1.236)                     | 3.0 (0.118)                      | 0.0 (0)                          | 603.7 (23.768)                   |
| 平均降水日数 （≥0.1 mm）         | 0.0                              | 0.0                              | 0.2                              | 0.9                              | 4.7                              | 10.0                             | 10.6                             | 13.8                             | 7.9                              | 3.7                              | 0.7                              | 0.0                              | 52.5                             |
| % 湿度                           | 35                               | 28                               | 25                               | 23                               | 33                               | 49                               | 65                               | 71                               | 65                               | 50                               | 34                               | 36                               | 42.8                             |
| 平均月間日照時間                 | 306.9                            | 282.8                            | 297.6                            | 297.0                            | 297.6                            | 270.0                            | 232.5                            | 235.6                            | 258.0                            | 282.1                            | 297.0                            | 297.6                            | 3,354.7                          |
| 日照率                           | 87                               | 86                               | 80                               | 80                               | 71                               | 69                               | 59                               | 61                               | 70                               | 80                               | 86                               | 88                               | 76.4                             |
| 出典：NOAA                       |                                  |                                  |                                  |                                  |                                  |                                  |                                  |                                  |                                  |                                  |                                  |                                  |                                  |

## 交通
陸路(鉄道・道路)
- ワドメダニ経由ハルツーム行き
- カッサラ経由ポートスーダン行き
- ガラバト経由アディスアベバ(エチオピア)行き

空路
- アザザ空港（英語版）[9]

## ガダーレフ・デジタル都市
ガダーレフではNPOのGDCOによってスマートグリッド化が進んでいる。
GDCOは2005年にガダーレフとオランダのアイントホーフェンが協力して設立した。
オランダのアグネス・オヴィントン博士と、ガダーレフ水開発局が主導する。
GDCOはICTを社会発展に用いるテレセンター運動の一環である。

## 民族
この数十年でガダーレフの民族構成は大きく変わった。
多くの外国人が暮らし、スーダン人はダルフールやコルドファン出身者が多い。
これ程の多民族都市はハルツームやポートスーダン以外には無い。
主要民族
- アラブ人
- ヌバ族

少数民族
- ベジャ人（英語版）(原住民)
- シャイギヤ人（英語版）
- バッガラ人（英語版）
- ディンカ族
- フル人
- マサリト人（英語版）
- シュクリヤ人
- ハウサ人

スーダン化した外国の民族
- クルド人
- アルメニア人
- パニアン人(インド)
- ギリシャ人
- コプト人
- エチオピア人
- ソマリ人
- チャド人
- イエメン人
- イタリア人

## 教育
- ガダーレフ大学（英語版）

## 著名人
- ラシッド・バクル（英語版）(الرشيد الطاهر بكر)(1930年～1988年)：副大統領兼首相(1976年～1977年)

## 姉妹都市
- アイントホーフェン(オランダ)
- コンヤ(トルコ)